# Lenguas zhuang
Las lenguas zhuang (a veces adaptado como "chuan"; en zhuang estándar: vahcuengh, sawndip: 話僮; en chino, 壮语; pinyin, Zhuàngyǔ) son los diferentes idiomas de la familia tai usadas por el pueblo zhuang del sur de China. No forman un grupo monofilético ya que las lenguas zhuang septentrionales y meridionales están más relacionadas con otras lenguas tai que entre ellas. La mayoría de los hablantes vive en la región autónoma zhuang de Guangxi donde es lengua oficial. El uso de la lengua está disminuyendo con rapidez ya que los hablantes están adoptando el idioma chino.
El zhuang estándar está basado en el dialecto septentrional de Wuming. El bouyei, considerado como una lengua separada en China, es en realidad un estándar ligeramente distinto del zhuang, usado al otro lado de la frontera en la provincia de Guizhou. Existe un continuo dialectal entre las lenguas zhuang y el bouyei. 
En el pasado se cree que las lenguas tai se hablaban originalmente en lo que ahora es el sur de China y que los hablantes tai suroccidentales (que incluyen tailandés, el lao y el shan) emigraron ante la expansión china. Puesto que tanto el pueblo los zhuang como los tailandeses usan el mismo exónimo para los vietnamitas, kɛɛuA1 (que proviene de Jiaozhi, la comandancia china en el norte de Vietnam) se ha postulado que la división entre el zhuang y el tai sudoccidental no ocurrió antes de su fundación en 112 a. C. También se argumenta que la salida de los tailandeses del sur de China debe ser anterior al siglo V d. C., cuando los tai que permanecieron en China comenzaron a adoptar apellidos.

## Clasificación
|  | Sitios encuestados en Zhang (1999), subagrupados según Pittayaporn (2009): N M I C B F H L P |

La obra de Zhāng Jūnrú (张均如) llamada Zhuàngyǔ Fāngyán Yánjiù (壮语方言研究, "Estudio de los dialectos zhuang") es la más descripción más detallada de la dialectología zhuang publicada hasta la fecha. Reporta las encuestas realizadas en la década de 1950 e incluye una lista de 1465 palabras que cubre 36 variedades de zhuang.
A continuación el listado de las 36 variedades de zhuang según Zhang (1999) con el nombre de la región (generalmente el condado), seguido del pueblo específico y el subgrupo. La posición filogenética de cada variante sigue la de Pittayaporn (2009).

### Variedades
Los lingüistas chinos dividen las lenguas zhuang en dos "dialectos" (fāngyán 方言 en chino), septentrional y meridional; que se subdividen en una serie de variedades locales (conocidas como tǔyǔ 土语 en chino), véase Zhang y Wei 1997; Zhang 1999:29-30. El zhuang hablado en Wuming (del zhuang septentrional Yongbei) se considera el dialecto estándar o de prestigio del zhuang, desarrollado por el gobierno para ciertos usos oficiales. Las variedades meridionales tienen oclusivas aspiradas, pero las septentrionales no. Hay más de 60 sistemas tonales distintos con entre 5 a 11 tonos según la variedad.
Zhang identificó en 1999 trece variedades de Zhuang. Investigaciones posteriores realizadas por el instituto SIL han indicado que algunos de estos son en sí mismos múltiples idiomas que no son mutuamente inteligibles sin una exposición previa por parte de los hablantes, lo que da como resultado 16 códigos ISO 639-3 separados.

### Zhuang septentrional
El zhuang septentrional comprende dialectos al norte del río Yong, con 8.572.200 hablantes.
- Guibei 桂北 (1.290.000 hablantes): Luocheng, Huanjiang, Rongshui, Rong'an, Sanjiang, Yongfu, Longsheng, Hechi, Nandan, Tian'e, Donglan[8]
- Liujiang 柳江 (1.297.000 hablantes): Liujiang, Norte de  Laibin, Yishan, Liucheng, Xincheng[9]
- Hongshui He 红水河 (2.823.000 hablantes): Laibin del Sur, Du'an, Mashan, Shilong, Guixian, Luzhai, Lipu, Yangshuo. Castro y Hansen (2010) distinguieron tres variedades mutuamente ininteligibles : Hongshuihe central,[10] Hongshuihe oriental[11] y Liuqian.[12][13]
- Yongbei 邕北 (1.448.000 hablantes): Norte de  Yongning, Wuming (dialecto de prestigio), Binyang, Hengxian, Pingguo[14]
- Youjiang 右江 (732.000 hablantes): Tiandong, Tianyang y partes del área de la ciudad de Baise; a lo largo del área de la cuenca del río Youjiang[15]
- Guibian 桂边 (Yei Zhuang; 827.000 hablantes): Fengshan, Lingyun, Tianlin, Longlin, Guangnan del Norte (Yunnan)[16]
- Qiubei 丘北 (Yei Zhuang; 122.000 hablantes): área de Qiubei (Yunnan)[17]
- Lianshan 连山 (33.200 hablantes): Lianshan (Guangdong), Norte de  Huaiji (Guangdong)[18]

#### Guangxi oriental
En el centro-este de Guangxi, hay focos aislados de hablantes de zhuang  septentrional en Zhongshan (14 200 personas Zhuang), Pingle (2100 personas Zhuang), Zhaoping (4300 personas Zhuang), Mengshan (alrededor de 5000 personas Zhuang) y Hezhou (alrededor de 3000 personas Zhuang). personas) condados. Estos incluyen las siguientes variedades que llevan el nombre de aldeas administrativas que están documentadas por Wei (2017).
- Pueblo de Lugang 芦岗村, Pueblo de Etang 鹅塘镇, Distrito de Pinggui 平桂区, Condado de He 贺县
- Pueblo de Qishan 启善村, Pueblo de Yuantou 源头镇, Condado de Pingle
- Aldea de Xiping 西坪村, Municipio de Zouma 走马乡, Condado de Zhaoping
- Pueblo Xie 谢村, Pueblo Xinxu 新圩镇, Condado Mengshan
- Pueblo de Nitang 坭塘村, Pueblo de Yuantou 源头镇, Condado de Pingle
- Aldea de Linyan 林岩村, ciudad de Qingtang 清塘镇, condado de Zhongshan

### Zhuang meridional
Los dialectos del zhuang meridional se hablan al sur del río Yong, con 4.232.000 hablantes.
- Yongnan 邕南 (1.466.000 hablantes): áreas de Yongning del Sur, Fusui Central y del Norte, Long'an, Jinzhou, Shangse, Chongzuo[20]
- Zuojiang 左江 (1.384.000 hablantes): Longzhou (Longjin), Daxin, Tiandeng, Ningming; Área de la cuenca del río Zuojiang[21]
- Dejing 得靖 (979.000 hablantes): Jingxi, Debao, Mubian, Napo. Jackson, Jackson y Lau (2012) distinguieron dos variedades mutuamente ininteligibles : Yang Zhuang[22] y Min Zhuang[23][24]
- Yanguang 砚广 (Nong Zhuang; 308.000 hablantes): Sur de Guangnan (Yunnan), área de Yanshan[25]
- Wenma 文麻 (Dai Zhuang; 95.000 hablantes): Wenshan (Yunnan), Malipo, Guibian[26]

El complejo lingüístico tày y nùng en Vietnam también se considera una de las variedades del tai central y comparte una alta inteligibilidad mutua con el wenshan dai y otros dialectos zhuang del sur en Guangxi. El idioma nùng an tiene una mezcla de características del tai del Norte y del Centro.

#### Variedades descritas recientemente
Johnson (2011) distingue cuatro idiomas zhuang distintos en la prefectura de Wenshan, Yunnan: nong zhuang, yei zhuang, dai zhuang y min zhuang, todos los cuales son variedades meridionales, excepto el yei zhuang, que es septentrional.  El min zhuang es una variedad meridional descubierta recientemente que nunca se había descrito antes de Johnson (2011).
Pyang zhuang y myang zhuang son lenguas meridionales (tai centrales) descritas recientemente que se hablan en el condado de Debao (Guangxi).

## Sistemas de escritura

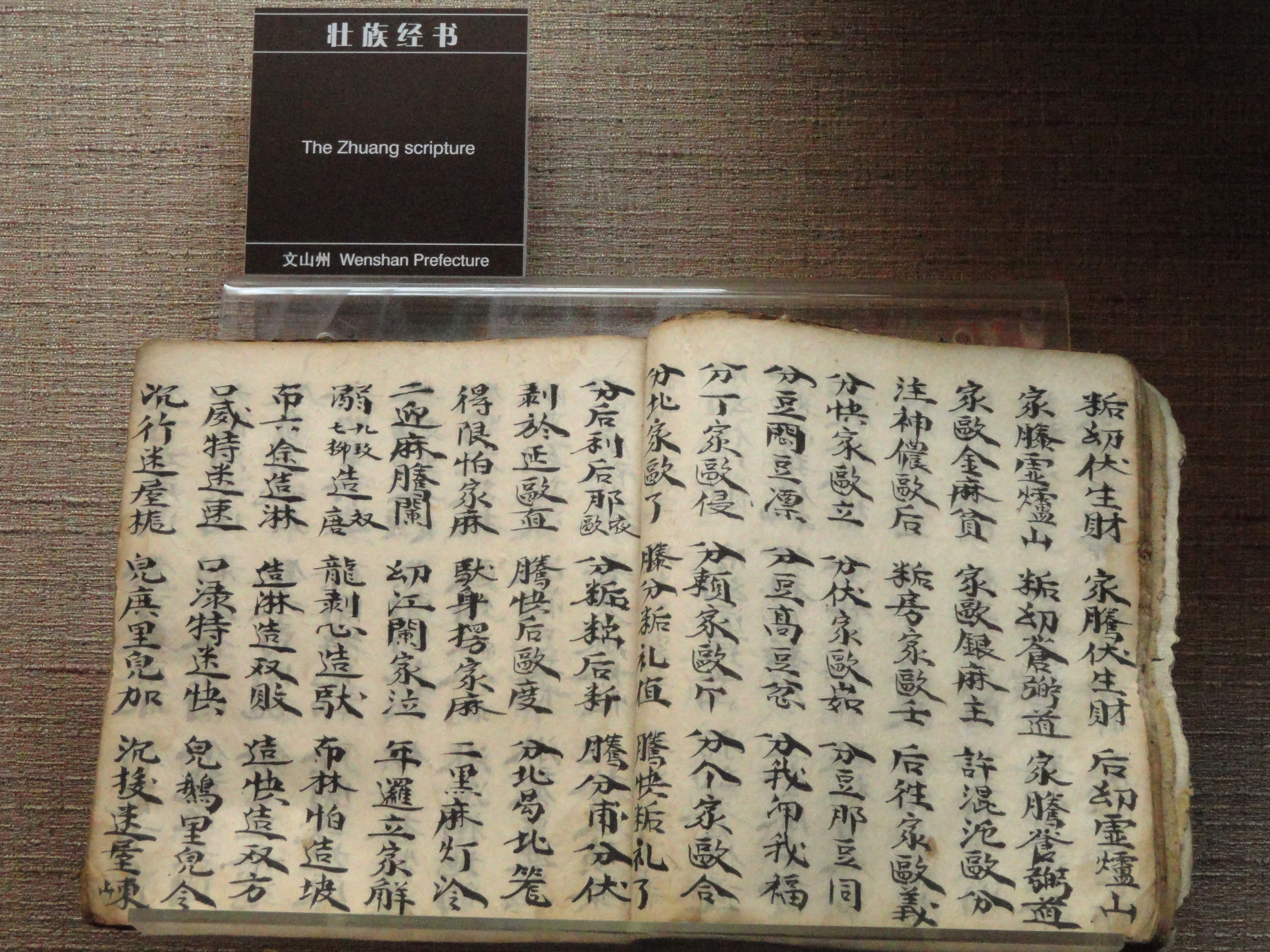
Manuscrito Zhuang Sawndip

Las lenguas zhuang se escribieron en la antigua escritura zhuang, llamada sawndip, durante más de mil años, y posiblemente en sawgoek antes de eso. El sawndip es un sistema de escritura basado en caracteres chinos, similar al chữ nôm vietnamita. Algunos logogramas de sawndip se tomaron prestados directamente de los caracteres han, mientras que otros eran caracteres originales creados a partir de los componentes de los caracteres chinos. Se utilizan para escribir canciones sobre todos los aspectos de la vida y, en tiempos más recientes, anima a las personas a seguir la política oficial de planificación familiar.
En 1957, la República Popular China adoptó el alfabeto latino con algunas letras especiales para escribir la nueva lengua estandarizada. Una reforma de 1986 reemplazó estas letras especiales por otras del alfabeto latino para facilitar la impresión y el uso del ordenador. En la tabla a continuación se compara la escritura anterior a posterior a la reforma de 1986.

## Tonos del zhuang estándar
Tiene seis tonos en sílabas abiertas:
| número | contorno | descripción      |
| ------ | -------- | ---------------- |
| 1      | 24       | ascendente       |
| 2      | 31       | bajo descendente |
| 3      | 55       | alto             |
| 4      | 42       | descendente      |
| 5      | 35       | alto ascendente  |
| 6      | 33       | medio            |

Tiene dos tonos, alto y bajo, en sílabas cerradas.